# 연초면
연초면(延草面)은 대한민국 경상남도 거제시의 면이다. 2011년 6월 30일을 기준으로 면적은 40.18km2이고, 인구는 4,324세대 9,500명이다.

## 행정 구역
- 다공리(茶貢里)
- 한내리(汗內里)
- 천곡리(泉谷里)
- 송정리(松亭里)
- 연사리(烟沙里)
- 오비리(烏飛里)
- 죽토리(竹土里)
- 이목리(梨木里)
- 명동리(明洞里)
- 덕치리(德峙里)

## 관광
- 대금산, 앵산
- 거제민속박물관

## 주거

### 아파트
한내리
- 시온건설 거제 숲속의 아침 뷰 : 2021년 입주예정.